# أنيكا سورينستام
أنيكا سورينستام (Annika Sörenstam) () (ولدت 9 من أكتوبر 1970م) هي لاعبة جولف محترفة سويدية وضعتها إنجازاتها في منزلة واحدة من أفضل لاعبات الجولف في التاريخ. قبل أن تعتزل لعبة الجولف التنافسية في نهاية موسم 2008م، حصلت على 90 بطولة دولية بوصفها لاعبة محترفة، الأمر الذي جعلها اللاعبة الحائزة على أكبر عدد من الانتصارات. ربحت 72 بطولة رسمية من اتحاد الجولف الاحترافي للسيدات بما في ذلك عشر من البطولات الكبرى و18 بطولة أخرى دولية، كما تصدرت قائمة اتحاد الجولف الاحترافي للسيدات لأكثر اللاعبات حصولاً على أموال من رياضة الجولف بربحٍ تجاوز 22 مليون دولار - أي بما يزيد عن غريمتها الأقرب بحوالي 8 ملايين دولار أمريكي. ومنذ عام 2006م، حملت سورينستام جنسية أمريكية سويدية مزدوجة.
وهي الحائزة على الرقم القياسي بواقع ثماني جوائز لأفضل لاعب للعام، وست جوائز أخرى من جوائز فير (Vare Trophies) التي تم إهداؤها إلى اللاعبة صاحبة أقل معدل تهديف موسمي في اتحاد الجولف الاحترافي للسيدات، وهي لاعبة الجولف الوحيدة التي سددت رميها في 59 مسابقة. وهي حاملة لعدد متنوع من الأرقام القياسية لمعدلات التهديف الدائم بما في ذلك المعدل الأدنى للتهديف الموسمي: 68.6969 في 2004م.
كما كانت تمثل أوروبا في كأس سولهيم في ثماني مناسبات ما بين عامي 1994م–2007م، وكانت سورينستام الفائزة الدائمة المتصدرة بأكبر عدد للنقاط في ذلك الحدث حتى تخطت لاورا دفيس (Laura Davies) الإنجليزية رقمها القياسي خلال كأس سولهيم 2011م.
وكذا صنعت سورينستام تاريخًا في بطولة بنك أمريكا كولونيال (Bank of America Colonial) عام 2003م بوصفها المرأة الأولى التي تلعب في بطولة اتحاد الجولف الاحترافي منذ عام 1945م. تضمنت اهتماماتها المتزايدة خارج المضمار أكاديمة أنيكا للجولف، وتصميم مضمار الجولف، والمنتجات التي تحمل العلامة التجارية نيكا (ANNIKA)، ومؤسسة خيرية.